# Teočak (Bihács)
Teočak (szerbül: Теочак) falu Bosznia-Hercegovinában, Bihács községben, a Bosznia-hercegovinai Föderáció Una-Szanai kantonjában. 

## Fekvése
Bihács központjától légvonalban 25, közúton 30 km-re délkeletre fekszik. 

## Népessége
| Nemzetiségi csoport | Népesség 1991 | Népesség 2013 |
| ------------------- | ------------- | ------------- |
| Szerb               | 91            | 2             |
| Bosnyák             | 0             | 2             |
| Horvát              | 0             | 0             |
| Jugoszláv           | 1             | 0             |
| Egyéb               | 0             | 0             |
| Összesen            | 92            | 4             |

## Nevezetességei
Teočak falu felett északkeletre egy lekerekített, vízszintes, sziklás tetőn, amely északi és keleti oldalán meredeken lejt, 981 m tengerszint feletti magasságban fekszik az ellipszis alaprajzú teočaki vár romja. A várat 2 m magas kősánc veszi körül, hosszúsága 105 m, szélessége 62 m, körbe sík terep övezi. A fősánc nyugati és déli oldalán található a vele párhuzamosan húzódó, 1 m magas homlokzati fal, így itt nincs bejárata, mely nyilvánvalóan az erőd nagyobb védelmét szolgálta, amelynek a délkeleti oldalon volt bejárata. Az elülső sánccal együtt a domb észak-déli irányú teljes hossza 142 m, szélessége pedig 100 m.